# Senna Gammour
Senna Gammour (* 28. Dezember 1979 in Frankfurt am Main als Senna Guemmour) ist eine deutsche Popsängerin, Moderatorin und Komikerin. Bekannt wurde sie als Mitglied der Girlgroup Monrose.

## Familie und Privatleben
Gammours Mutter wuchs in Marokko auf. Ihr Vater wurde in Oran (Wahran) in Algerien geboren und verbrachte seine Kindheit in der marokkanischen Stadt Oujda. Gammour wurde im Frankfurter Stadtteil Bornheim geboren und kam mit drei Jahren in die Frankfurter Nordweststadt, wo sie mit einem älteren Bruder und zwei jüngeren Schwestern aufwuchs. Ihr Vater starb an Lungenkrebs, als sie zwölf Jahre alt war. Musikalisch wurde sie durch ihren als Hip-Hop-Sänger in der Band Gammour aktiven Bruder beeinflusst. Vor der Teilnahme an der Castingshow Popstars trat sie wiederholt mit der Band auf. Im Alter von 16 Jahren stand sie zum ersten Mal auf einer Bühne. Ihren Lebensunterhalt bestritt sie zunächst hauptsächlich als Kellnerin. Nach dem Realschulabschluss begann sie eine Ausbildung zur Groß- und Außenhandelskauffrau.

## Karriere

### Beginn der Karriere mit Monrose
2003 bewarb sich Gammour erstmals bei Popstars – Das Duell, scheiterte jedoch im Recall. Drei Jahre später bewarb sie sich erneut, diesmal bei Popstars – Neue Engel braucht das Land, und es gelang ihr, sich mit Mandy Capristo und Bahar Kızıl einen Platz in der Band Monrose zu sichern. Monrose war bis zur Trennung im Jahr 2011 mit sieben Top-Ten-Hits und zwei Nummer-1-Platzierungen eine erfolgreiche Girlgroup.

### Soloprojekte

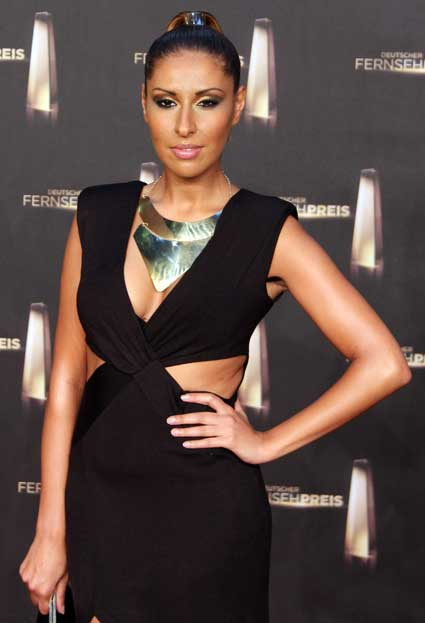
Senna Gammour, 2012

2007 sang Gammour zusammen mit Moe Mitchell den Refrain von Kool Savas’ Stück Melodie. Der Titel erreichte in Deutschland Platz 68 der Single-Charts. Zudem ist sie auf dem Dieter-Falk-Album Volkslieder mit dem Lied Kein Schöner Land vertreten. Im September 2008 moderierte sie zusammen mit Oli.P die von Pro7 ausgestrahlte Sendung Singing Bee. Außerdem trat sie als „Sista Senna“ bei VIVA Live! auf, wo sie jungen Anrufern als Problemlöserin zur Seite stand. Im Mai 2009 saß Gammour neben Tänzer und Choreograf Detlef D! Soost in der Jury der Pro7-Show Mascerade – Deutschland verbiegt sich, dem deutschen Pendant der japanischen Talentshow Masquerade. In der von Sat.1 produzierten Show Yes We Can Dance tanzte sie 2009 zusammen mit Gotthilf Fischer die bekannte „Twist-Szene“ aus Pulp Fiction. Am Ende der Sendung erhielten Gammour und Fischer die meisten Anrufe der Zuschauer und qualifizierten sich für das Finale der Tanzshow.
2010 war Gammour bei der Promi Kocharena auf VOX zu sehen. Von März bis September 2011 moderierte sie zusammen mit Lutz van der Horst die Quizshow Iss oder quizz bei ZDFneo. 2012 war Gammour Jury-Mitglied in der 10. Staffel von Popstars. 2013 nahm sie bei Promi Shopping Queen und der RTL-Show Wild Girls – Auf High Heels durch Afrika teil. 2014 wirkte Gammour in den TV-Formaten Promis suchen ein Zuhause und Die Promi-Lektion mit.
Außerdem veröffentlicht sie Videos, die überwiegend von Frauen- und Beziehungsthemen handeln, auf Internetplattformen wie Facebook und YouTube. 2016 präsentierte sie ihr erstes Live-Programm Liebeskummer ist ein Arschloch. Der Tourauftakt fand im September 2016 im Quatsch Comedy Club in Berlin statt.
Im Februar 2019 veröffentlichte sie mit dem Beziehungsratgeber Liebeskummer ist ein Arschloch ihr erstes Buch und konnte sich damit in der Spiegel-Bestsellerliste auf Rang 1 bei den Taschenbuch-Sachbüchern platzieren. Das Buch sei „trotz betont bullterrierhafter Sprachbölkerei noch spießiger als ein Doris-Day-Film“, kritisierte Anja Rützel.
Nach einer 10-jährigen musikalischen Pause erschien im Februar 2020 die Single Fuckboy. Im selben Jahr folgten die Singles Anders Real und Wahnsinnig. 2021 nahm sie an der Tanzshow Let’s Dance teil, wo sie den 12. Platz erreichte. 2025 absolvierte Senna Gammour erneut ein eigenes Live-Comedy-Programm unter dem Titel Toxisch aber süß indem sie erstmals nach der Monrose-Trennung wieder mit ihrer ehemaligen Bandkollegin Bahar Kizil auftrat.

## Diskografie
Für Veröffentlichungen mit der Band Monrose siehe Monrose/Diskografie.

### Als Solokünstlerin
- 2020: Fuckboy
- 2020: Anders real
- 2020: Wahnsinnig
- 2021: Break Ups (mit LIZ; Remix mit Schwesta Ewa, LIZ)

#### Gastbeiträge
- 2007: Kein schöner Land (mit Dieter Falk; aus dem Album Volkslieder)
- 2008: Melodie (mit Kool Savas und Moe Mitchell; aus dem Album Tot oder lebendig)
- 2009: Du kannst diesen Weg nicht alleine gehen (mit Massiv; aus dem Album Der Ghettotraum in Handarbeit)
- 2010: Run (mit ihrem Bruder Zakari Gammour)

## Film und Fernsehen

### Filme
- 2015: Nur nicht aufregen! (als Schauspielerin)
- 2019: Pets 2 (als Synchronsprecherin; deutsche Stimme der Shih-Tzu-Hündin Daisy)

### Fernsehen

#### Als Moderatorin
- 2008–2009: Singing Bee (als Moderatorin)
- 2008–2009: VIVA Live! (als „Sista Senna“)
- 2009: Mascerade – Deutschland verbiegt sich (als Jury-Mitglied)
- 2011: Iss oder quizz (als Moderatorin)
- 2012: Popstars (als Jury-Mitglied)

#### Sonstige TV-Auftritte
- 2009: The Next Uri Geller
- 2009: Yes We Can Dance
- 2010: Helden von morgen
- 2012: Lafer! Lichter! Lecker!
- 2013: Wild Girls – Auf High Heels durch Afrika
- 2013: Promi Shopping Queen
- 2014: Promis suchen ein Zuhause
- 2014: Jungen gegen Mädchen
- 2014: Die Promi-Lektion (Folge: Macht Senna heiratsfähig!)
- 2016: Cover Up – Wir retten dein Tattoo
- 2016, 2019: Promi Shopping Queen
- 2019: Genial daneben – Das Quiz
- 2019: Let’s Get Real (mehrteilige Reality-Show bei YouTube)
- 2021: Let’s Dance
- 2016, 2017, 2024: Grill den Henssler
- 2025: Das große Promibacken

### Weiteres

#### Musikvideos
- 2009: Melodie (Kool Savas feat. Moe Mitchell, Senna)[18]
- 2020: Fuckboy (Senna Gammour)
- 2020: Anders Real (Senna Gammour)
- 2020: Wahnsinnig (Senna Gammour)
- 2021: Break Up's (Senna Gammour mit LIZ)

#### Musikvideos (Gastauftritt)
- 2019: Genick (Loredana)[19]
- 2019: Mit Dir (Loredana)[20]

#### Podcast
- 2021–2022: Zuckerwatte (Veröffentlichung auf Spotify)[21]
- seit 2022: Frag die Abla (Veröffentlichung auf Spotify)[22]

## Buchveröffentlichungen

### Taschenbücher
- Senna Gammour: Liebeskummer ist ein Arschloch. Ullstein Taschenbuch, 2019, ISBN 978-3-548-06051-4.
- Senna Gammour: In dein Gesicht!: Erfolg ist die beste Rache. Ullstein Taschenbuch, 2020, ISBN 978-3-548-06224-2.
- Senna Gammour: Liebeskummer lohnt sich, my darling. Goldmann Verlag, 2024, ISBN 978-3-442-18023-3.

## Rezeption und Kontroverse
Große mediale Aufmerksamkeit zog es nach sich, dass Gammour 2020 ein verschwörungstheoretisches Video des Moderators Ken Jebsen empfahl, in dem dieser behauptete, Bill Gates habe Regierungen gekauft, um mittels der COVID-19-Pandemie Impfprogramme weltweit durchzusetzen.

## Auszeichnungen
Act Comedy Awards Switzerland
- 2018: Deutsche Komikerin[29]

Spitzenfeder Awards
- 2019: Taschenbuch/Ratschlag (für Liebeskummer ist ein Arschloch)[30]